# اتمیوم

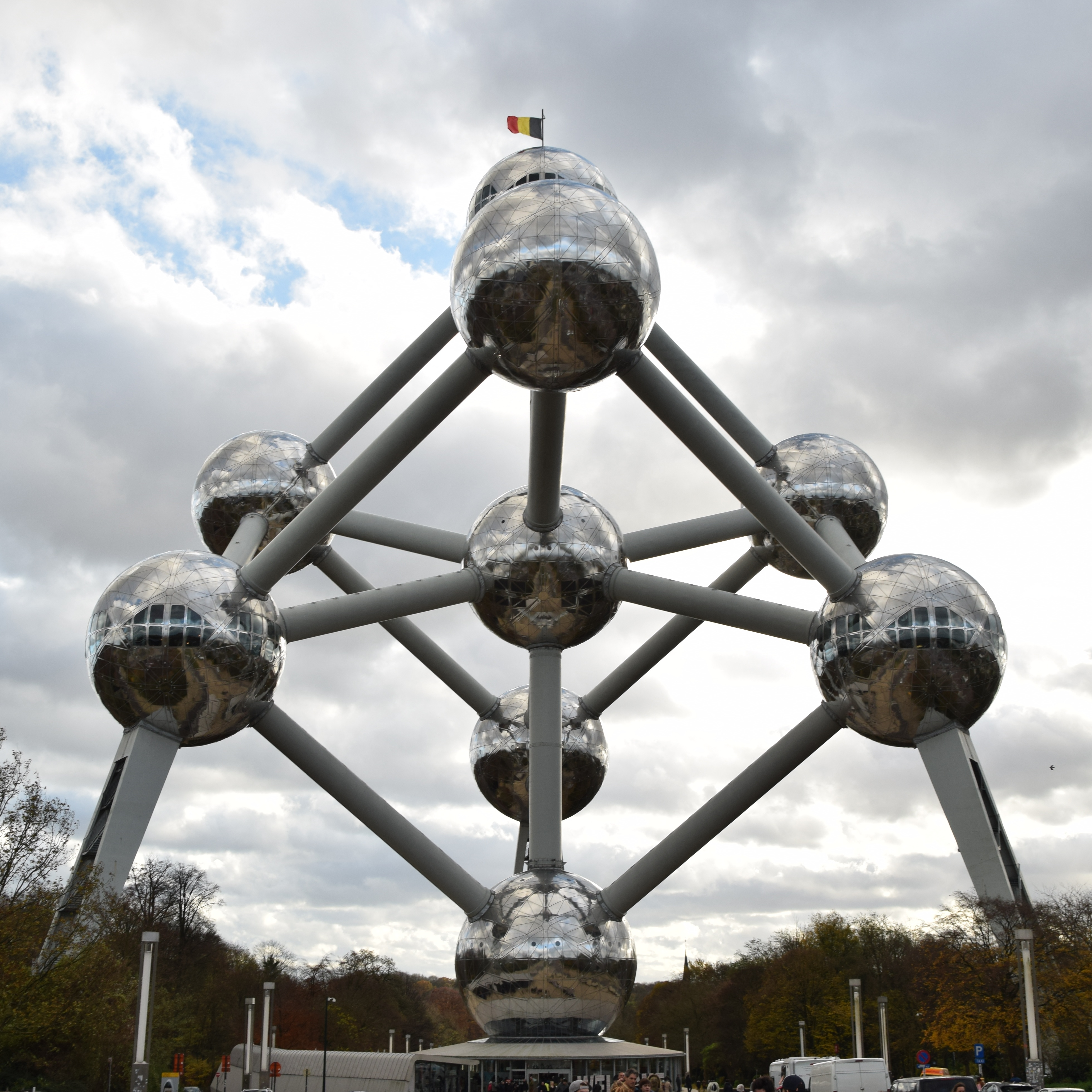
مدل مینیاتوری اتمیوم در کلاگن‌فورت

اتمیوم (به انگلیسی: Atomium) یک بنای یادبود است که برای اکسپو ۵۸ (نمایشگاه جهانی ۱۹۵۸ بروکسل) ساخته شده است. این بنا توسط آندره واترکین به ارتفاع ۱۰۲ متر و متشکل از ۹ گوی از جنس فولاد ضد زنگ متصل به هم ساخته شده است. ساختار این بنا بر اساس ساختار بلور آهن و در مقیاس ۱۶۵ میلیارد بار بزرگ‌تر از اندازه واقعی طراحی شده است.

## بازسازی
بازسازی اتمیوم در سال ۲۰۰۴ شروع شد و تا ۱۸ فوریه ۲۰۰۶ بسته ماند. بازسازی شامل جایگزین کردن فولاد ضد زنگ به جای آلومینیوم رنگ پریده و قدیمی بوده است. برای کمک به بازسازی، قطعات آلومینیوم را به عنوان یک خاطره و یادبود به مردم فروختند. قطعهٔ سه گوشه که طولش حدود ۲ متر بود ۱٫۰۰۰ پوند فروخته شد.